# Pinanga samarana
Pinanga samarana är en enhjärtbladig växtart som beskrevs av Odoardo Beccari. Pinanga samarana ingår i släktet Pinanga och familjen Arecaceae. Inga underarter finns listade i Catalogue of Life.